# リー・エーデルマン
リー・エーデルマン（Lee Edelman, 1953年 - ）は、アメリカの文学研究者、哲学者。タフツ大学英文学科教授。エーデルマンは当初、20世紀アメリカ詩の研究者としてキャリアをスタートしたが、後にクイア理論の発展、散種、再考を担う中心的人物となった。現在は、セクシャリティ、レトリック理論、文化政治、映画理論の交差する領域で研究を進めている。現職はタフツ大学英文学フレッチャー教授で、過去には同大学英文学科長も務めた。クイア理論、ポスト構造主義、精神分析理論、文化研究に関する著書によって国際的な知名度を得ている。イェール大学から博士号と修士号、ノースウェスタン大学から学士号を取得している。
レオ・ベルサーニは、エーデルマンの著書『No Future』について次のように述べている。「鮮やかで一貫した理論的考察（その多くは精神分析的な議論である）と、ディケンズ、ジョージ・エリオット、ヒッチコックの刺激的でオリジナルな読解を通じて、リー・エーデルマンは次のように主張している。すなわち、情緒的な幻想および「生殖的未来主義（reproductive futurism）」と呼ばれる、ときに殺人的ですらある道徳命法に支配された政治文化の只中においては、同性愛はその文化に埋め込まれていると同時に暴力的に否認されている消極性を課されており、意識的かつ挑戦的にそれを引き受けるべきである、ということだ。クイア性の持つ逆説的な尊厳とは、贖罪的な未来を信じることを拒否し、不可知性、もっと言えばセクシャリティに内在する非人間性をも受け止めることにあるだろう。エーデルマンのこの類稀なテクストはあまりにも強力であり、もし彼を責めることができる点があるとすれば、読者が彼の議論に必然的に同意してしまうことを避ける方法が説明されていないことである」。
エーデルマンは、批評家、小説家、英文学教授のジョセフ・リトヴァクと結婚している。

## 受賞歴
2006 Lerman-Neubauer Award for Outstanding Teaching and Advising

2005 Named Fletcher Chair of English Literature

1998 Awarded the Distinguished Scholar Award by Tufts University

1994 Tufts Class of 1994 Recognition for Excellence

1993 Chosen by Alumni of Class of 1986 as one of Tufts' Most Influential Teachers

1989 Crompton-Noll Award of the MLA for "Redeeming the Phallus"

1989 Lillian and Joseph Leibner Award for Distinguished Teaching and Advising

## 著書
- No Future: Queer Theory and the Death Drive (Duke University Press, 2004)
- Homographesis: Essays in Gay Literary and Cultural Theory (Routledge, 1994)
- Transmemberment of Song: Hart Crane's Anatomies of Rhetoric and Desire (Stanford, 1987)